# Netomocera virgata
Netomocera virgata (лат.) — вид паразитических наездников из семейства Pteromalidae (Chalcidoidea) отряда перепончатокрылые насекомые, в составе подсемейства Diparinae. Неотропика (Багамы, Бразилия, Венесуэла, Коста-Рика, Панама).

## Описание
Мелкие хальцидоидные наездники с коренастым телом. Длина самок от 1,5 до 3,0 мм (самцы от 1,25 до 2,25 мм). Основная окраска желтовато-бурая. Формула члеников усиков: 1-1-1-7-3. Жгутик усика самок булавовидный с асимметричной булавой, самцы имеют длинные нитевидные антенны, без дифференцированной булавы, и оба пола обладают широким субквадратным петиолем. Самки макроптерные , самцы всегда макроптерные. Оба пола имеют крупный первый тергит, занимающий как минимум половину длины брюшка. Хозяева неизвестны, предположительно ими являются личинки насекомых.

## Систематика
Вид Netomocera был впервые описан в 2019 году румынским энтомологом Mircea-Dan Mitroiu («Alexandru Ioan Cuza» University of Iași, Faculty of Biology, Яссы, Румыния). Вид Netomocera virgata сходен с таксонами Netomocera nearctica и Netomocera meridionalis. Видовое название N. virgata дано по признаку коричневых полосок на крыльях.